# Nihon Minka-en

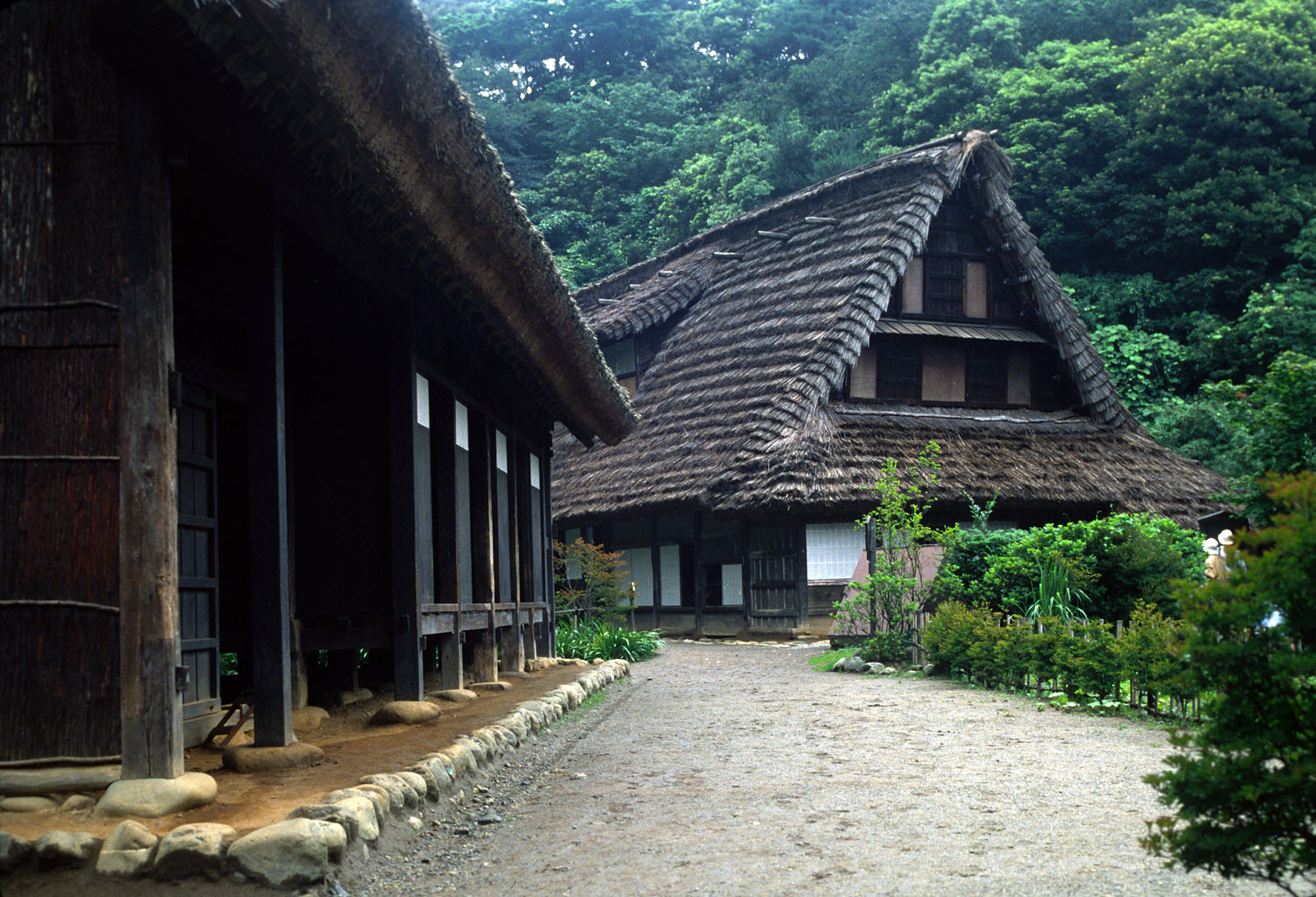
Maisons traditionnelles au Nihon Minka-en

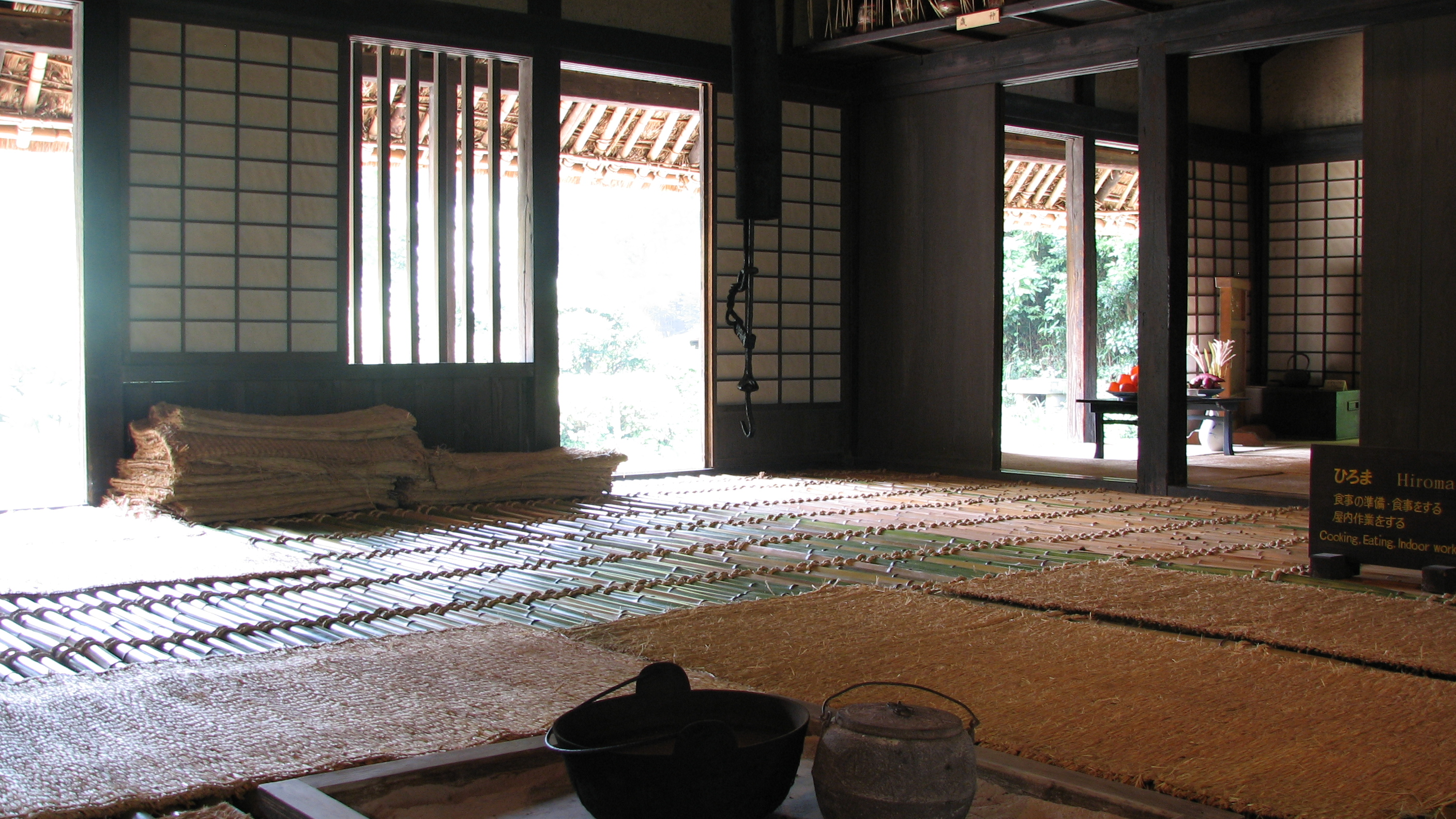
Intérieur de la maison Kitamura au Nihon Minka-en

Le Nihon Minka-en (日本民家園) est un parc situé dans l'arrondissement de Tama, dans le parc Ikuta Ryokuchi (生田緑地) à Kawasaki, dans la préfecture de Kanagawa, au Japon. Le parc présente un ensemble de vingt minka (民家) fermes traditionnelles de différentes parties du Japon, en particulier des maisons aux toits de chaume de l'est du Japon. Neuf d'entre elles sont désignées « biens culturels importants ». Les maisons sont variées et incluent des exemples de régions à fortes chutes de neige, des logements pour les voyageurs et une scène de théâtre. Les visiteurs peuvent voir les variétés et différences régionales dans la construction.